# Majere (district de Kežmarok)
Majere (allemand : Meierhöfen bei Deutschendorf ) est un village de Slovaquie situé dans la région de Prešov.

## Histoire
Première mention écrite du village en 1431.

## Démographie

### Évolution de la population
| Année:               | 1994. | 2004.   | 2014.    | 2024.    |
| -------------------- | ----- | ------- | -------- | -------- |
| Nombre de personnes: | 81    | 83      | 98       | 130      |
| Différence:          |       | +2,46 % | +18,07 % | +32,65 % |

| Année:               | 2023. | 2024. |
| -------------------- | ----- | ----- |
| Nombre de personnes: | 125   | 130   |
| Différence:          |       | +4 %  |